# Gilles-Joseph-Evrard Ramoux
Gilles-Joseph-Evrard Ramoux, dit abbé Ramoux, né à Liège le 20 janvier 1750 et mort à Glons le 8 janvier 1826 , est un écrivain, botaniste et musicien, auteur du chant patriotique Valeureux Liégeois.

## Biographie
Joseph Ramoux fait ses études dans sa ville natale de Liège. En 1761, il suit les cours du collège des jésuites wallons avant d'entrer au séminaire. Grâce à une bourse, il se rend aux Pays-Bas où il occupe le poste de 1er chantre à Amsterdam.
Joseph Ramoux est ordonné prêtre en 1773. Pour remédier à la désorganisation de l'enseignement secondaire à la suite du bref Dominus ac Redemptor du pape Clément XIV supprimant l'ordre des jésuites, le prince-évêque de Liège Velbruck rappelle, entre autres, Ramoux pour le placer à la tête du grand collège épiscopal et lui octroie la chaire rhétorique .
Partisan des idées nouvelles, il participe en 1779 à la fondation de la Société libre d'émulation, dont il devient administrateur et bibliothécaire. À la mort de son protecteur en 1784, il est nommé curé de Glons et le restera pendant plus de quarante-deux ans.
Passionné de botanique et d'histoire, il s'adonne aussi à la poésie et à la musique. Il écrit le « Valeureux Liégeois » en 1790, à la demande de Lambert-Joseph de Donceel, commandant des milices liégeoises, qui souhaite un hymne national « pour expulser des foyers de nos concitoyens les ennemis de la patrie qui ont osé y pénétrer ».
L'abbé Ramoux meurt le 8 janvier 1826, il est enterré dans son presbytère mais il fut exhumé plus tard pour lui donner une sépulture plus décente. Selon l'abbé Lucien Vanstipelen, les restes de l'abbé Ramoux se trouvent dans le caveau des curés de l'église de Glons,.

## Hommage
La rue Ramoux dans le quartier du Laveu à Liège lui rend hommage.